# Cycloptilum thoracicum
Cycloptilum thoracicum är en insektsart som beskrevs av Morgan Hebard 1928. Cycloptilum thoracicum ingår i släktet Cycloptilum och familjen Mogoplistidae. Inga underarter finns listade i Catalogue of Life.